# 强者罗贝尔
强者羅貝爾（法語：Robert le Fort；820年—866年7月2日），羅貝爾王朝的始創人。羅貝爾原先是东法兰克出自埃斯拜伯爵家族，父親是沃姆斯及萊茵高伯爵沃姆斯的羅貝爾三世。父親於834年逝世後，羅貝爾繼承爵位，被稱為“沃姆斯的羅貝爾四世”。
當日耳曼人路易統治東法蘭克王國時，羅貝爾家族舉家投奔西法蘭克王国的开国君主秃头查理，852年，羅貝爾受封马尔穆捷的俗家修道院長，再於853年受封曼恩公爵，統治曼恩、安茹、圖賴訥等地，成為以勒芒地區為中心的公國、相当于墨洛溫王朝時代的紐斯特里亞，羅貝爾逐漸取代當地的貴族，成為當地對抗維京人及布列塔尼人侵略的守護者。
858年，羅貝爾加入了反對國王禿頭查理的叛亂。在布列塔尼人的領袖布列塔尼的所羅門及紐斯特里亞的法蘭克人貴族參與下，並邀請東法蘭克王國國王日耳曼人路易入侵西法蘭克王國以接受他們的貢品。這場叛亂是由於禿頭查理和布列塔尼國王埃里斯波之間的婚姻聯盟而引起的，禿頭查理的長子口吃者路易於856年迎娶埃里斯波的女兒，並建立紐斯特里亞王國以作封邑，此舉大大削弱羅貝爾及布列塔尼的所羅門的權力，禿頭查理給了羅貝爾勃艮第的歐坦及訥韋爾以作補償；而在856年，羅貝爾在日耳曼人路易的入侵下保衛歐坦。 但是隨著埃里斯波於857年11月被暗殺後，羅貝爾和布列塔尼的所羅門起來反叛禿頭查理。
865年打败入侵塞纳河流域的诺曼人，866年国王将治理纽斯特里亚（今天法国中部）的全权交给他，成为纽斯特里亚国王。866年7月2日死于与诺曼人的战斗中（Brissarthe之戰）。
羅貝爾為厄德一世和罗贝尔一世兩位西法兰克國王之父，也是法國歷史上的卡佩王朝創建者雨果·卡佩的曾祖父。其中罗贝尔是他的遗腹子。